# Dampfdruckerniedrigung
Die Dampfdruckerniedrigung bezeichnet die Verringerung des Dampfdrucks des Lösungsmittels im Gleichgewicht mit der Lösung verglichen mit dem entsprechenden Druck im Gleichgewicht mit dem reinen Lösungsmittel. Die Erniedrigung ist proportional zum Stoffmengenanteil des gelösten Stoffes und berechnet sich wie folgt der Beziehung
{\displaystyle \Delta p=p_{0}x},
was sich aus dem Raoultschen Gesetz im Grenzfall verschwindenden Gasdrucks des gelösten Stoffes ergibt. Hier ist {\displaystyle \Delta p=p_{0}-p} die Differenz zwischen dem Dampfdruck {\displaystyle p_{0}} des reinen Lösungsmittels und dem der Lösung ({\displaystyle p}) und {\displaystyle x} der Stoffmengenanteil des gelösten Stoffs in der Lösung [mol/mol]. {\displaystyle \Delta p\geq 0} ist die Dampfdruckerniedrigung.